# Joachim Gauck
Joachim Gauck [ joˈaxim ɡaʊ̯k] , né le 24 janvier 1940 à Rostock (Mecklembourg), est un pasteur et homme d'État allemand, président fédéral d'Allemagne de 2012 à 2017.
Fervent opposant à la dictature est-allemande, il est l'un des animateurs du mouvement qui fait tomber le régime en 1989. Il participe ensuite à la fondation du Nouveau Forum, puis de l'Alliance 90.
Dans la foulée de la Réunification allemande, il est nommé commissaire fédéral pour les archives de la Stasi. Il acquiert une grande popularité dans l'exercice de cette fonction sans précédent, grâce au travail de son administration pour enquêter sur les crimes commis par l'ancienne police politique.
Sa candidature à l'élection présidentielle anticipée de 2010 est proposée par les sociaux-démocrates et les écologistes mais il est battu par le conservateur Christian Wulff à l'issue d'un scrutin très disputé, malgré le soutien d'une grande partie de l'opinion publique et de la presse.
Moins de deux ans plus tard, après la démission de Christian Wulff, il est de nouveau proposé comme candidat à la présidence fédérale. Bénéficiant cette fois de l'appui d'une large coalition s'étendant des écologistes aux conservateurs, il remporte le scrutin présidentiel avec une très confortable majorité.
En dépit d'une forte popularité, il refuse de briguer un second mandat présidentiel en 2017 et voit le social-démocrate Frank-Walter Steinmeier lui succéder à l'issue de son quinquennat.

## Pasteur anticommuniste
Joachim Gauck est né à Rostock, durant la Seconde Guerre mondiale. Il est le fils du capitaine de marine Joachim Gauck Sr. et Olga Gauck (née Warrenman), tous deux membres du parti Nazi allemand. Son père est arrêté puis déporté en Sibérie pendant quatre ans, de 1951 à 1955, sur l'ordre des autorités communistes ; c'est de cet événement que naît la répulsion de Joachim Gauck pour le communisme soviétique.
Intéressé par le journalisme et la philosophie, son anticommunisme connu de la Stasi, la police secrète du régime communiste de la République démocratique allemande, l'empêche de s'orienter vers ces domaines. Il décide alors d'étudier la théologie à l'université de Rostock qu'il intègre en 1958. L'année suivante, en 1959, il épouse Gerhild Radtke, avec laquelle il a quatre enfants et dont il se sépare en 1991 sans pour autant divorcer.
En 1965, Joachim Gauck sort diplômé de la faculté de théologie de l'université de Rostock. Devenu pasteur après son ordination, il exerce son ministère dans la région de Rostock. Malgré son « incorrigible anticommunisme » relevé par la Stasi, il parvient à mener ses activités religieuses, sans renoncer à son combat contre le régime communiste de RDA.

## Après la chute du régime est-allemand

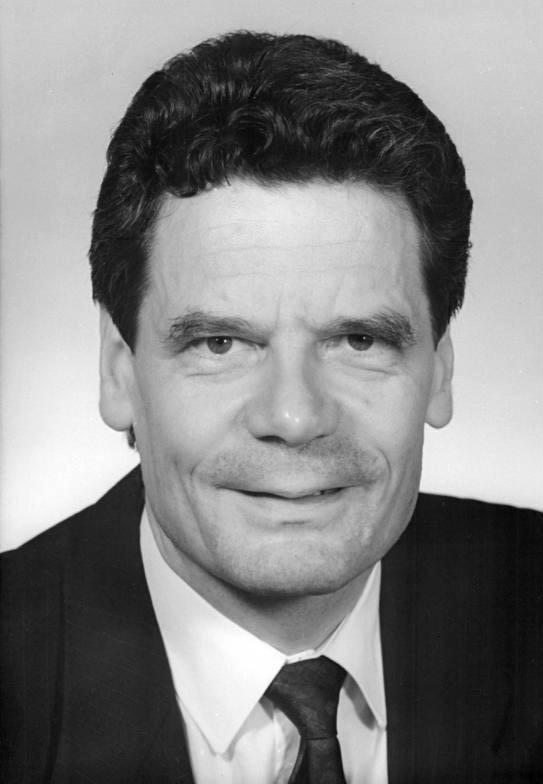
Le député Joachim Gauck, en 1990.

### Député est-allemand
En 1989, tandis que les mouvements de protestation prennent de l'ampleur en République démocratique allemande, Gauck devient le porte-parole du Nouveau forum, un nouveau mouvement d'opposition au régime communiste. Ses discours acerbes contre le régime et sa doctrine font de lui l'une des figures de proue de l'opposition démocratique, si bien que, candidat aux premières élections libres, il est élu membre de la Chambre du peuple, sur une liste du mouvement d'opposition Alliance 90.
Il s'investit pour la disparition du ministère de la Sécurité d'État et contribue à la rédaction d'une loi relative à la conservation des archives de la police secrète.
Dans les derniers jours du régime est-allemand, une procédure parlementaire liée à la Réunification permet à Joachim Gauck de devenir député au Bundestag, la chambre basse du Parlement fédéral.

### Commissaire fédéral aux archives de la Stasi
Élu le 2 octobre 1990, il doit cependant mettre un terme à son mandat parlementaire deux jours seulement après son élection, puisqu'il est désigné, le 4 octobre, « commissaire fédéral pour la documentation du service de sécurité de l'État de l'ex-République démocratique allemande » par le président fédéral Richard von Weizsäcker. Il doit diriger une institution forte de 2 000 fonctionnaires chargés de la gestion d'un important volume d'archives mises à la disposition du grand public. En 1995, Gauck est reconduit dans ses fonctions pour une nouvelle période de cinq ans.
C'est tout au long de cette période que Joachim Gauck acquiert le respect de l'opinion publique allemande, qui voit en lui un « avocat des droits de l'homme » et un militant convaincu pour la liberté. Son travail est prolifique : outre des conférences et l'organisation d'expositions concernant le travail de son institution, le commissaire fédéral offre sa contribution pour un ensemble de travaux liés à la recherche sur le régime communiste : en 1998, par exemple, il offre sa contribution à l'édition allemande du Livre noir du communisme, dans laquelle il livre un témoignage personnel et défend la qualité de ses propres travaux.

## Militant des droits de l'homme
Au début de l'année 1999, à quelques mois de l'élection présidentielle, les Unions chrétiennes (CDU/CSU) et le Parti libéral-démocrate (FDP) lui proposent de soutenir sa candidature à la présidence de la République fédérale, mais Joachim Gauck finit par refuser de concourir à l'élection. L'année suivante, il termine son mandat de commissaire fédéral, qu'il laisse à Marianne Birthler. Séparé de son épouse depuis plusieurs années, il rencontre alors la journaliste Daniela Schadt, qui devient sa compagne.
Après 2000, Joachim Gauck est approché par le Parti social-démocrate d'Allemagne (SPD) mais il refuse les propositions qui lui sont faites, préférant se consacrer à son militantisme, en faveur des droits de l'homme et de l'idéal européen. En 2003, il accepte la présidence de l'association « Contre l'oubli - Pour la démocratie » (Gegen Vergessen – Für Demokratie) et, cinq ans plus tard, fait partie des signataires de la déclaration de Prague, au côté, notamment, de l'ancien président tchèque Václav Havel. Cette déclaration, signée le 3 juin 2008 par un grand nombre d'intellectuels, condamne résolument les crimes commis par les régimes communistes du monde entier, et plus particulièrement en Europe.

## Première candidature à la présidence fédérale

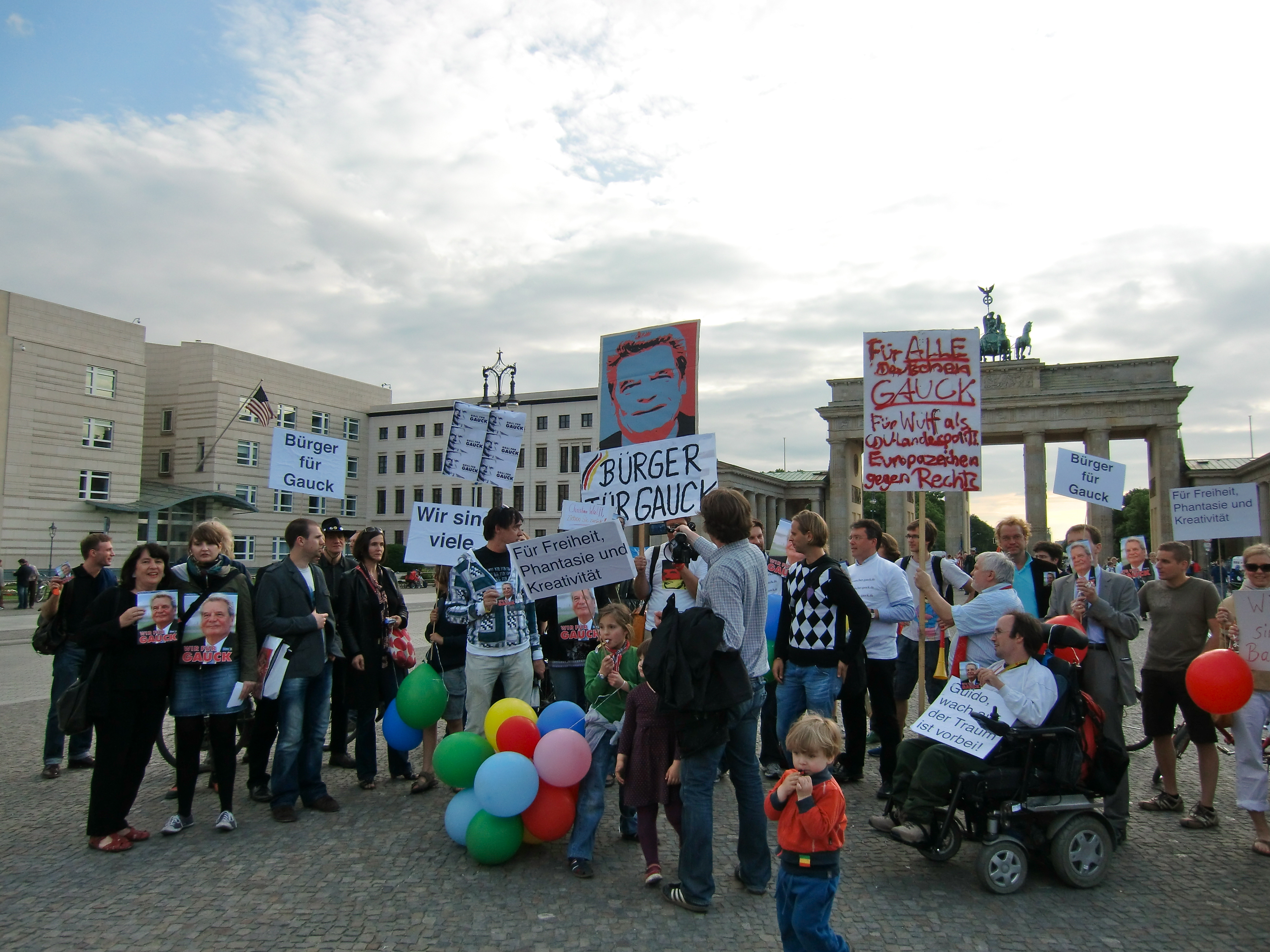
Un rassemblement citoyen favorable à la candidature de Joachim Gauck, le 14 juin 2010, à Berlin.

Le 3 juin 2010, quatre jours après la démission du président fédéral Horst Köhler, le SPD et les Verts, les deux principaux partis de l'opposition de centre-gauche, déclarent soutenir la candidature de Joachim Gauck à l'élection présidentielle anticipée du 30 juin suivant, face à celle du ministre-président de Basse-Saxe, Christian Wulff, soutenu quant à lui par la CDU/CSU, dirigée par la chancelière Angela Merkel, et le FDP.
Si, dans les faits, Christian Wulff a toutes les chances d'être élu chef de l'État, le candidat de l'opposition dispose d'un vaste soutien populaire, bien plus important que celui acquis par le candidat de la coalition noire-jaune, notamment dans le milieu culturel. La presse allemande estime d'ailleurs qui si le président fédéral devait être élu au suffrage universel direct, Joachim Gauck l'emporterait aisément sur Christian Wulff, jugé plus politique et moins charismatique que son concurrent. Le parcours personnel de Joachim Gauck suscite d'ailleurs la sympathie de l'opinion, ce qui fait dire au président du SPD, Sigmar Gabriel, que le candidat soutenu par son parti « se présente avec toute sa vie d'homme, pas avec une carrière politique bien remplie ».
Une grande partie de l'échiquier politique, dont un certain nombre de conservateurs, assument leur préférence pour Gauck, comme Kurt Biedenkopf qui conteste la consigne de vote pour les conservateurs et appelle à la liberté de vote dans une tribune publiée par le Frankfurter Allgemeine Zeitung. Seul le parti de gauche radicale Die Linke refuse de reconnaître la qualité de sa candidature, Gauck étant un opposant déclaré de longue date au communisme.
Le 30 juin 2010, le jour du scrutin, Joachim Gauck obtient 499 suffrages à l'issue du premier tour, mais est devancé par Christian Wulff, fort de 600 voix, un résultat à peine satisfaisant pour le candidat soutenu par la chancelière. Au deuxième tour, le candidat de l'opposition perd neuf voix mais obtient un résultat supérieur au nombre de grands électeurs qui devaient voter pour lui, contraignant ainsi le candidat de la coalition gouvernementale à patienter jusqu'au troisième tour de scrutin pour espérer être élu comme prévu, avec 625 voix contre 494 à Gauck.
Si l'issue de cette élection présidentielle devait être favorable à Christian Wulff, elle est néanmoins présentée, par la presse allemande, comme un « camouflet » pour Angela Merkel qui pouvait faire élire son poulain dès le premier tour mais qui dut en attendre un troisième pour le faire élire péniblement. Les critiques sont d'autant plus grandes qu'il est reproché à la chancelière de ne pas avoir soutenu un candidat préféré par l'opinion. Défait à l'issue de cette élection très disputée, Gauck a néanmoins gagné le surnom de « président des cœurs ».

## Président fédéral

### Élection présidentielle de 2012
Soupçonné de prévarication, Christian Wulff est contraint de démissionner le 17 février 2012. Une importante partie de l'échiquier politique et la presse allemande évoquent alors une éventuelle candidature de Joachim Gauck pour remplacer le chef de l'État démissionnaire, d'autant qu'un sondage, publié quelques jours seulement après le retrait de Wulff, indique que 54 % de ses concitoyens souhaiteraient le candidat défait en 2010 comme président de la République fédérale. Finalement, le 19 février suivant, Gauck reçoit formellement le soutien des chrétiens-démocrates, des sociaux-démocrates, des libéraux et des écologistes. C'est la première fois, depuis 1989, que l'ensemble des forces politiques représentées à l'Assemblée fédérale, à l'exception notable du Parti national-démocrate, d'extrême droite, et de Die Linke, s'associent pour faire élire un candidat commun au château de Bellevue. Même la chancelière Angela Merkel, d'abord réticente, reconnaît en Joachim Gauck un « professeur de démocratie » tout à fait capable de redorer le blason d'une fonction présidentielle jugée « entachée » par l'ancien chancelier Helmut Schmidt, très sévère à l'égard du président sortant.
Quelques heures après sa nomination, Joachim Gauck tient une conférence de presse, entouré des dirigeants des partis soutenant sa candidature, au cours de laquelle il se dit « troublé et confus » par la situation le poussant à briguer la présidence fédérale, mais aussi honoré que « quelqu'un comme [lui], né durant une guerre terrible et qui a vécu cinquante ans sous une dictature […] soit appelé à devenir chef de l'État ». Se posant en rassembleur, il enjoint à ses concitoyens de « retrouver la foi dans leur propre force », alors que l'Allemagne est vivement confrontée à la crise économique européenne et mondiale.
Le 18 mars 2012, Joachim Gauck est largement élu président de la République fédérale à l'issue du premier tour, par 991 voix sur 1 124 votants, soit un peu plus de 88 % des suffrages exprimés, contre 126 voix pour Beate Klarsfeld, l'ancienne « chasseuse de nazis » soutenue par le parti Die Linke, et 3 voix pour Olaf Rose, présenté par le Parti national-démocrate. Onzième président fédéral d'Allemagne, Joachim Gauck est le mieux élu de tous : seul le conservateur Richard von Weizsäcker, lorsqu'il avait sollicité un second mandat en 1989, avait obtenu un résultat semblable, suffisamment large pour être présenté comme un candidat consensuel.
Après son élection, le nouveau chef de l'État, apparemment ému, dit aux grands électeurs qu'ils ont élu « un président qui ne peut pas penser sans l'idée de liberté ». Le lendemain, il déclare à la presse, devant le château de Bellevue, qu'il souhaite « gagner le respect de tous ».

### Déclarations et prises de position
Le 23 mars 2012, devant les membres du Bundestag et du Bundesrat, Joachim Gauck est formellement investi président fédéral après avoir prêté serment. Dans un long discours d'investiture, le nouveau chef de l'État, européen convaincu, dit voir en l'Europe « une terre promise […] devenue depuis longtemps une réalité quotidienne », appelant ses concitoyens à œuvrer davantage en faveur de l'idéal européen, surtout en cette période de crise. En outre, rappelant ce qui est le combat de sa vie, Gauck s'en prend vivement aux nationalistes en ces termes : « Aux extrémistes de droite qui haïssent la démocratie, nous le disons clairement : votre haine même nous interdit d'abandonner notre pays »,.
Le 25 avril suivant, le président Gauck annule une visite d'État en Ukraine, du fait de sa préoccupation quant à l'état de santé fort inquiétant de l'ancienne Première ministre ukrainienne, Ioulia Tymochenko, emprisonnée pour des raisons jugées politiques par l'Union européenne. La position du chef de l'État est alors saluée par la presse et l'ensemble de la classe politique allemande.
Le 28 mai, le chef de l'État allemand se rend, durant deux jours, au Moyen-Orient, plus précisément en Israël puis en Palestine, afin de rencontrer les présidents israélien, Shimon Peres, et palestinien Mahmoud Abbas. Cette visite d'État est très suivie par les médias allemands, qui soulignent à l'occasion la prestance présidentielle et l'image d'homme d'État du président Joachim Gauck.
En juin 2012, la loi portant sur le Mécanisme européen de stabilité (MES), adoptée par les députés du Bundestag, devait être promulguée par le président Gauck ; or, celui-ci annonça qu'il n'allait pas imposer sa signature au document officiel tant que celui-ci ne serait pas approuvé par le Tribunal constitutionnel fédéral, qui est saisi par des députés du parti de gauche radicale Die Linke, décidés à retarder l'entrée en vigueur de cette loi. Le 8 juillet, alors invité de la Sommerinterview (de) de ZDF, Joachim Gauck pressa le gouvernement fédéral de « mieux décrire » les suites du sommet européen portant sur le MES et la croissance, affirmant que « l'énergie, parfois, semble manquer pour dire à la population ce qui se passe réellement », même si, reconnut-il, il ne serait sans doute « pas capable de faire le travail » du gouvernement d'Angela Merkel ; cette intervention publique, diffusée sur la ZDF, est considérée comme une marque d'indépendance volontairement affichée par le chef de l'État vis-à-vis de la chancelière Merkel.

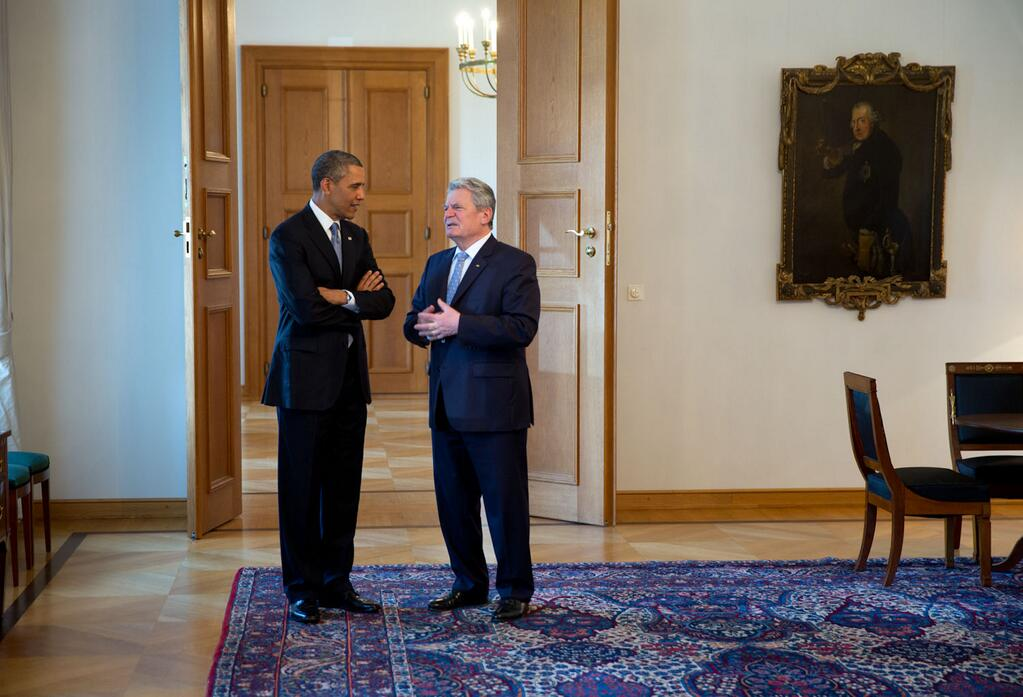
Joachim Gauck s'entretenant avec le président des États-Unis, Barack Obama, au château de Bellevue, le 19 juin 2013.

Le 26 août, Joachim Gauck se rend à Rostock, sa ville natale, dans le dessein de célébrer le vingtième anniversaire des émeutes racistes qui bouleversèrent cette ville du Mecklembourg, en 1992. Dans une allocution, le chef de l'État affirma que « la xénophobie, la haine et la violence infectaient encore aujourd'hui le présent ». Un appel contre la haine et le racisme une nouvelle fois clamé par le président Gauck, qui avait déjà mis en garde ses compatriotes lors de son discours d'investiture, le 18 mars précédent. « Nous n'avons pas peur de vous. Où que vous vous manifestiez, vous nous trouverez sur votre chemin ! » déclare le président fédéral allemand, à l'adresse des militants nationalistes et racistes, « où qu'ils puissent manifester leur haine ».
Le 19 novembre, au cours d'une conférence accueillie à la Villa Rosebery, à Naples, par le président de la République italienne, Giorgio Napolitano, à laquelle est également convié le président de la République de Pologne, Bronisław Komorowski, le président Gauck déclara, conjointement avec ses homologues italien et polonais, que l'Europe peut sortir de la crise économique et financière. « Nous sortirons de la crise », ont ainsi déclaré les trois chefs d'État.
Le 25 décembre, le président Gauck prononce son premier discours télévisé de Noël, dans lequel il rend hommage aux soldats allemands engagés en Afghanistan et appelle les Allemands à se rassembler autour de trois valeurs : la solidarité, la charité et l'amour. Un discours au cours duquel est également évoquée la stabilité économique de l'Allemagne, bien que le chef de l'État ait mis en garde la classe politique au sujet « des fossés [qui] se creusent entre les riches et les pauvres » et se soit déclaré préoccupé par l'importance du réchauffement climatique.
Le 19 février 2013, respectant la tradition instaurée par ses prédécesseurs, Joachim Gauck a prononcé son premier discours de Berlin (de), depuis le château de Bellevue, dans lequel il affirme que, « l'Europe, dans un monde globalisé, face aux pays émergents, ne saurait s'imposer que si elle est unie, sur le plan politique […] et sur le plan économique ».
Le 26 juillet, un peu plus d'un mois après avoir reçu la visite du président des États-Unis, Barack Obama, au château de Bellevue, le président Gauck assume pleinement, dans un entretien au journal régional Passauer Neue Presse, son soutien au « lanceur d'alerte » américain Edward Snowden, un informaticien ayant révélé au monde la pratique d'écoutes illégales commises par la National Security Agency (NSA). Contournant la position affichée par le gouvernement fédéral, qui a refusé d'accueillir Snowden sur le territoire allemand, le président de la République affirme, durant cet entretien, que les personnes comme Snowden avaient le devoir d'obéir à leur conscience, qui plus est si les institutions pour lesquelles elles travaillent venaient à « prendre des décisions illégitimes » ; cette attitude « mériterait [alors] le respect » selon le chef de l'État allemand.
Le 8 décembre, les services de la présidence fédérale ont officialisé par communiqué l'absence du chef de l'État pour l'ouverture des Jeux olympiques d'hiver de 2014 à Sotchi, en Russie, prévue pour le 7 février 2014. S'il n'est officiellement pas question de boycott, la fédération de Russie étant critiquée pour sa législation vis-à-vis des personnes homosexuelles, l'absence programmée du président Gauck est considérée comme une dénonciation officieuse, ce dernier étant un fervent militant des droits de l'Homme.

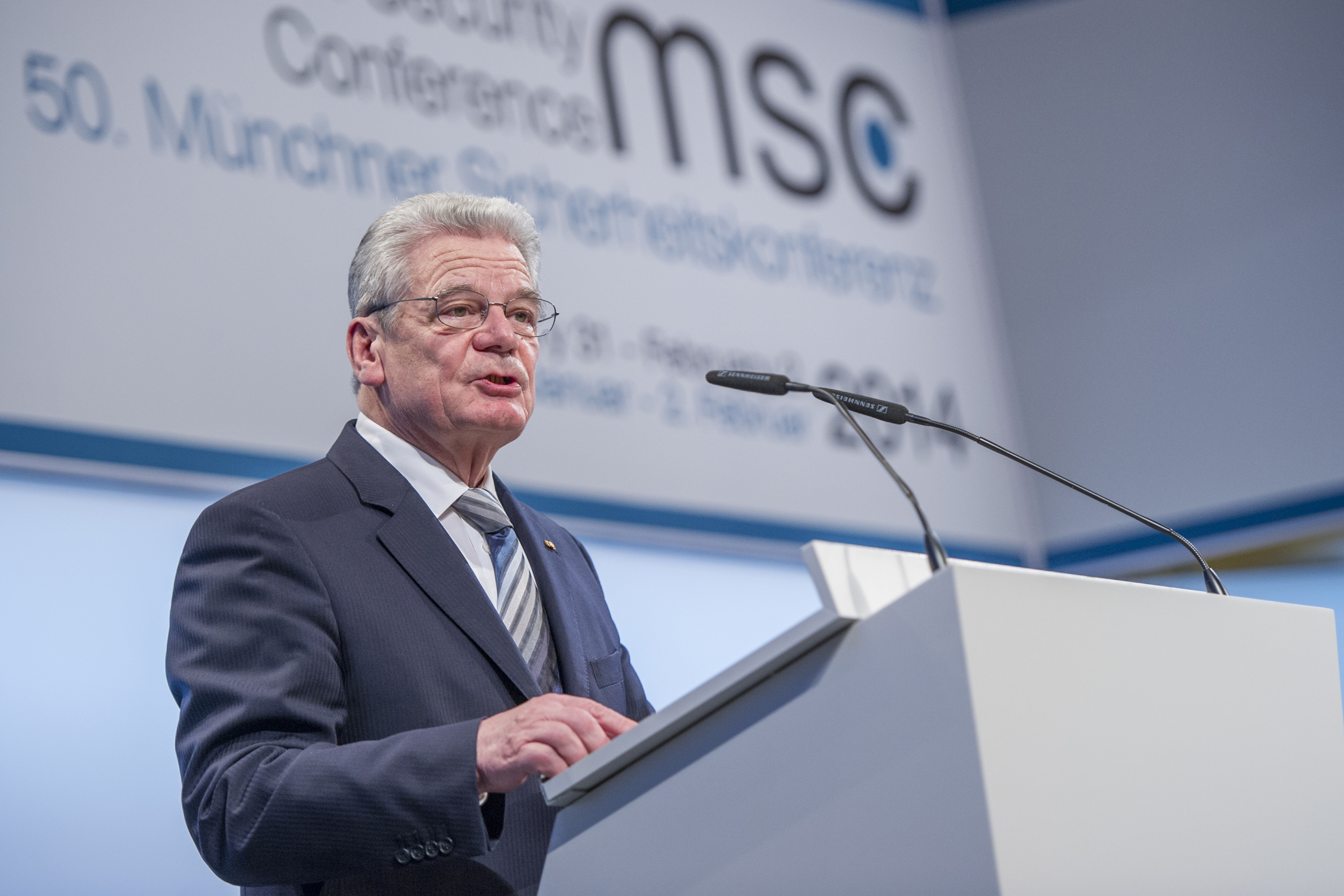
Le président Joachim Gauck durant la 50e Wehrkunde, à Munich, le 31 janvier 2014.

Le 31 janvier 2014, c'est au président de la République fédérale d'Allemagne qu'il revient d'inaugurer la 50e conférence de Munich sur la sécurité, dite « Wehrkunde » ; dans un discours, qu'il prononce devant les invités de la conférence, le président Gauck, évoquant la politique diplomatique assumée par son pays, déclare que, « l'Allemagne n'étant pas une île », celle-ci devait réfléchir aux « conséquences d'une éventuelle inaction diplomatique », enjoignant à ses compatriotes de « ne pas se cacher derrière la culpabilité passée » de l'Allemagne et prônant « une implication plus résolue et plus fondamentale ». Ce discours présidentiel, salué par la presse d'outre-Rhin comme étant l'acte fondateur d'une « affirmation de la politique diplomatique allemande », est alors appuyé par le ministre allemand des Affaires étrangères, Frank-Walter Steinmeier, celui-ci poursuivant que l'Allemagne n'était que « trop grande pour se limiter aux commentaires »,.
Au mois de novembre suivant, à Offenbach, Tugce Albayrak, une étudiante d'origine turque âgée de vingt-trois ans, est tuée lors d'une rixe durant laquelle elle s'est interposée pour porter secours à de jeunes femmes menacées ; saisi par un comité de citoyens réclamant qu'elle soit décorée, à titre posthume, de l'ordre du Mérite de la République fédérale d'Allemagne, le président Joachim Gauck, dans un courrier adressé aux parents de Tugce, loue le courage de cette jeune femme qui « mérite [la] reconnaissance et [le] respect » de tous, affirmant qu'il allait sérieusement étudier la question d'une décoration,.

### Politique mémorielle
Depuis son élection, le président Gauck, durant ses visites officielles, a toujours présenté ses excuses, au nom de l'Allemagne, pour les crimes et les souffrances imposés par le régime nazi. Cette « politique du pardon » fut largement saluée par la presse allemande comme par les institutions européennes, bien que parmi les prédécesseurs de Joachim Gauck à la présidence fédérale se trouvaient également des hommes politiques ayant exprimé des regrets, sans demander le pardon des nations concernées.
Le 4 septembre 2013, dans le cadre d'une visite d'État en France, le président Gauck se rend à Oradour-sur-Glane, un village du Limousin meurtri par le massacre de sa population, commis le 10 juin 1944 par la division SS Das Reich ; pour la première fois, le président de la République fédérale d'Allemagne acceptait de se rendre en ce lieu marqué par la barbarie nazie, accomplissant un acte jugé « historique », nouveau symbole de la réconciliation franco-allemande. Dans un discours, prononcé lors de sa visite, Gauck insiste sur « la lourde tâche » qu'est le fait de pouvoir s'adresser aux familles des victimes de ce massacre et serrer dans ses bras le président de la République française, François Hollande, accompagnant le chef de l'État allemand durant cette visite.
Enfin, le 7 mars 2014, Joachim Gauck s'est rendu dans le village grec de Liguiades, dans l'Épire, afin de se recueillir à la mémoire des victimes d'un massacre commis, le 3 octobre 1943 par l'Armée allemande, celle-ci ayant été le sujet de multiples attaques assumées par la Résistance hellénique. Dans un discours, qu'il prononça devant le président de la République hellénique, Károlos Papoúlias, le président fédéral allemand, après s'être incliné « devant les victimes d'un crime monstrueux », avait solennellement « demandé pardon, au nom de l'Allemagne, aux familles des victimes ». Une position saluée par les autorités grecques, alors, soumises, durant la Seconde Guerre mondiale, au régime d'Adolf Hitler.

### Fin de mandat
Alors qu'il avait été élu en 2012 pour restaurer le prestige de la fonction présidentielle, Joachim Gauck jouit du soutien d'une très importante partie de l'opinion publique allemand, qui voit en lui un président digne de confiance. La question de sa réélection se pose finalement, d'autant qu'un sondage publié dans le courant du mois d'avril 2016 indique qu'un peu plus de 60 % de ses concitoyens disent la souhaiter. La chancelière Angela Merkel affirme par ailleurs que « quelle que soit la décision » du chef de l'État, elle le soutiendrait « sans réserve ».
Plusieurs mois avant que ne soit convoqué le collège électoral pour la prochaine élection présidentielle qui doit se tenir le 12 février 2017, Joachim Gauck déclare qu'il se prononcera sur une éventuelle candidature à un second mandat « avant l'été », indiquant que la situation politique et son propre état de santé pèseraient sur sa décision.
Le 5 juin 2016, le quotidien Bild annonce exclusivement que le chef de l'État renoncerait à se présenter à sa propre succession, ce que ne confirme pas immédiatement la présidence, bien que, le lendemain, le président Gauck assure lui-même de son prochain départ lors d'une allocution télévisée diffusée depuis le château de Bellevue. Le chef de l'État explique que son âge avancé constitue, selon lui, un obstacle à sa réélection, d'autant que la presse allemande croit savoir que la compagne du président, Daniela Schadt, aurait montré des réticences à voir son conjoint accepter un deuxième quinquennat.
Son quinquennat prend fin le 18 mars 2017 à minuit, alors que lui succède le social-démocrate Frank-Walter Steinmeier, désigné par l'Assemblée fédérale au terme du scrutin du 12 février précédent.

## Pensée politique
Longtemps, Joachim Gauck s'est présenté comme un « conservateur de gauche », lié à des valeurs libérales ; il a plusieurs fois revendiqué cette étiquette, notamment lors de la campagne présidentielle de 2010, avant sa défaite face au conservateur Christian Wulff. En outre, la presse allemande voit en lui un « patriote éclairé ». L'hebdomadaire Die Zeit explique la large popularité de Gauck au sein de l'échiquier politique allemand par son passé mais aussi pour les convictions qu'il défend depuis des années : « les Verts le voient comme un avocat des droits de l'Homme, le Parti social-démocrate l'estime pour son sens civique, les Unions chrétiennes saluent ses convictions religieuses et le Parti libéral-démocrate apprécie son goût pour l'économie de marché », analyse le titre de presse. En 2010, il explique dans un entretien au Spiegel qu'il ne « souhaite pas de coalition rouge-rouge-verte et ne peux absolument pas l'imaginer. Die Linke manque de fiabilité programmatique ». Il critique également l'auteur Daniela Dahn, proche du parti.
Bien que la chancelière Angela Merkel ne l'ait pas soutenu quand il a présenté sa première candidature en 2010, il dit avoir de bons rapports avec celle qui l'a présenté, en 2012, comme un « professeur de démocratie ». Outre la chancelière, Gauck entretient également des relations avec de nombreuses personnalités du spectre politique allemand, notamment dans les rangs du Parti social-démocrate, comme l'ancien chancelier Gerhard Schröder, qu'il a reçu au château présidentiel de Bellevue pour le soixante-dixième anniversaire de celui-ci en 2014, ou le vice-chancelier Sigmar Gabriel.

## Décorations étrangères
- Grand cordon de l'ordre de Léopold (2016)  Belgique
- Collier de l'ordre du Lion blanc (2014)  Tchéquie
- Collier de l'ordre de la Croix de Terra Mariana (3 juillet 2013)  Estonie
- Grand-croix de l'ordre national de la Légion d'honneur (3 septembre 2013)  France
- Grand-croix avec collier de l'ordre du Faucon (25 juin 2013)  Islande
- Chevalier grand-croix avec collier de l'ordre du Mérite de la République italienne (20 février 2013)  Italie
- Commandeur grand-croix avec chaîne de l'ordre des Trois Étoiles (3 juillet 2013)[41]  Lettonie
- Grand-croix avec chaîne dorée de l'ordre de Vytautas le Grand (11 juillet 2013)  Lituanie
- Chevalier de l'ordre du Lion d'or de la maison de Nassau (23 avril 2012)  Luxembourg
- Compagnon d'honneur de l'ordre national du Mérite (29 avril 2015)  Malte
- Grand-croix de l'ordre de Saint-Charles (9 juillet 2012) [42]  Monaco
- Chevalier grand-croix de l'ordre du Lion , 2017[43].  Pays-Bas
- Grand-croix de l'ordre de Saint-Olaf (11 juin 2014)  Norvège
- Collier de l'ordre de l'Étoile de Roumanie (22 juin 2016)[44]  Roumanie
- Chevalier grand-croix honoraire de l'ordre du Bain (25 juin 2015)  Royaume-Uni
- Grand-croix de l'ordre de la Double Croix Blanche (27 mars 2017)  Slovaquie
- Membre de la Commande de mérites exceptionnels (2015)  Slovénie
- Chevalier de l'ordre des Séraphins, (5 octobre 2016)  Suède
- Ordre de la Liberté  Ukraine

## Œuvres
- 1991 : Les dossiers de la Stasi. L'héritage sinistre de la RDA (titre original : Die Stasi-Akten. Das unheimliche Erbe der DDR), Rowohlt, Reinbek bei Hamburg, 1991.  (ISBN 3-499-13016-5)
- 1992 : De la dignité des opprimés (titre original : Von der Würde der Unterdrückten), contributeur
- 1993 : La perte et la bonne humeur. Un chapitre sur le sujet de la modernité (tire original : Verlust und Übermut. Ein Kapitel über den Untertan als Bewohner der Moderne), contributeur
- 1998 : Le Livre noir du communisme - la suppression, la criminalité et le terrorisme, (titre original : Das Schwarzbuch des Kommunismus – Unterdrückung, Verbrechen und Terror), contributeur du chapitre « L'approche difficile de la perception », sur l'oppression politique en Allemagne de l'Est, Piper Verlag, Munich, 2004.  (ISBN 3-492-04053-5)
- 2009 : Le Vol des occupants : un risque libre (titre original : Die Flucht der Insassen: Freiheit als Risiko), Sankt Augustin-Berlin, 2009.  (ISBN 978-3-941904-20-0)
- 2009 : Hiver en été, printemps en automne, Mémoires (titre original : Winter im Sommer, Frühling im Herbst, Memoirs), Munich, 2009.  (ISBN 978-3-88680-935-6)
- 2012 : La liberté. Un plaidoyer (titre original : Freiheit. Ein Plädoyer), Kösel, München, 2012.  (ISBN 978-3-466-37032-0)